# Antirrhinum montserratii
Antirrhinum montserratii là một loài thực vật có hoa trong họ Mã đề. Loài này được Molero & Romo mô tả khoa học đầu tiên năm 1988.